# Luis La Puerta
Luis La Puerta de Mendoza (Cusco, 25 de agosto de 1811-Lima, 21 de octubre de 1896) fue un militar y político peruano, que llegó a ser presidente de la República por breves días y en dos ocasiones: en 1868 y en 1879.  
Participó en todas las guerras y revoluciones de los inicios de la República; fue ministro de Guerra y Marina en 1855, candidato a la presidencia en 1862, presidente del Consejo de Ministros en 1867 bajo el primer gobierno constitucional de Mariano Ignacio Prado y como tal se encargó interinamente del gobierno en Lima, cuando Prado marchó al sur para enfrentar la revolución que estalló en Arequipa, de octubre de 1867 a enero de 1868. Cuando Prado retornó a Lima y renunció a la presidencia, La Puerta la asumió solo por unos días, del 5 a 8 de enero de 1868. 
En 1876 resultó elegido primer vicepresidente del segundo gobierno constitucional de Prado, y nuevamente se repitió la historia: esta vez Prado marchó al sur al estallar la Guerra del Pacífico, quedando La Puerta en el mando interino en Lima, de mayo a noviembre de 1879. Cuando Prado marchó al extranjero, a fines de ese año, La Puerta le sucedió en la presidencia, pero fue derrocado días después por Nicolás de Piérola; solo estuvo en el poder cuatro días, del 18 al 23 de diciembre de 1879.

## Nacimiento e instrucción
Nació en el seno de una aristocrática familia cusqueña, como hijo de Ignacio Francisco La Puerta y Gertrudis de Mendoza y Jara. Su padre fue caballero de la Orden de Carlos III, canciller de la Real Audiencia del Cuzco y alcalde de la misma ciudad; y su madre, nieta del marqués de Casa Jara y sobrina de la IX condesa de Casa Palma. 
Cursó estudios de Humanidades y Matemáticas en el Colegio de San Bernardo, e inició incluso estudios de Derecho, pero optó finalmente por seguir la carrera militar y el 2 de enero de 1827 se incorporó al Batallón Zepita N.º 1 como subteniente.

## Carrera militar
Durante el gobierno del mariscal José de La Mar participó en la campaña sobre Bolivia de 1828 y en la guerra contra la Gran Colombia, luchando en la batalla del Portete de Tarqui, librada el 27 de febrero de 1829. Y ya bajo las órdenes del presidente Agustín Gamarra, participó en la campaña sobre la frontera boliviana en 1831.
Como edecán de Gamarra, acompañó a este caudillo en la organización de la resistencia a la invasión boliviana de 1835, destacando en la batalla de Yanacocha, el 13 de agosto de 1835, siendo por ello ascendido a teniente coronel graduado. Y como edecán del presidente Felipe Santiago Salaverry, participó en las batallas de Uchumayo y Socabaya, donde fue tomado prisionero por los bolivianos.
Confinado en las montañas de Mojos y Chiquitos, en Bolivia, salió desterrado con destino a California, pero logró pasar a Chile, retornando al Perú después de la derrota de Andrés de Santa Cruz en Yungay, el 20 de enero de 1839. Nuevamente edecán del presidente Gamarra, tomó el mando del batallón Pichincha, y formó parte de las fuerzas peruanas que invadieron Bolivia, las mismas que fueron derrotadas en Ingavi, el 18 de noviembre de 1841.
Estando de nuevo en el Cuzco, organizó la defensa contra la invasión boliviana, y tras concertarse la paz, apoyó el pronunciamiento del general Juan Francisco de Vidal, en cuyas filas contribuyó a la victoria de Agua Santa sobre las tropas del general Juan Crisóstomo Torrico, el 17 de octubre de 1842. Vidal, ya presidente, le confió el despacho de la secretaría presidencial con el título de ministro general, y le ascendió a coronel.
Luego del establecimiento del Directorio de Manuel Ignacio de Vivanco el 7 de abril de 1843, fue desterrado, pero desembarcó en el sur y se sumó a la revolución iniciada por los generales Domingo Nieto y Ramón Castilla. Al mando de una brigada participó en la batalla de Carmen Alto, el 22 de julio de 1844, que fue la victoria final de los revolucionarios.

## Carrera política

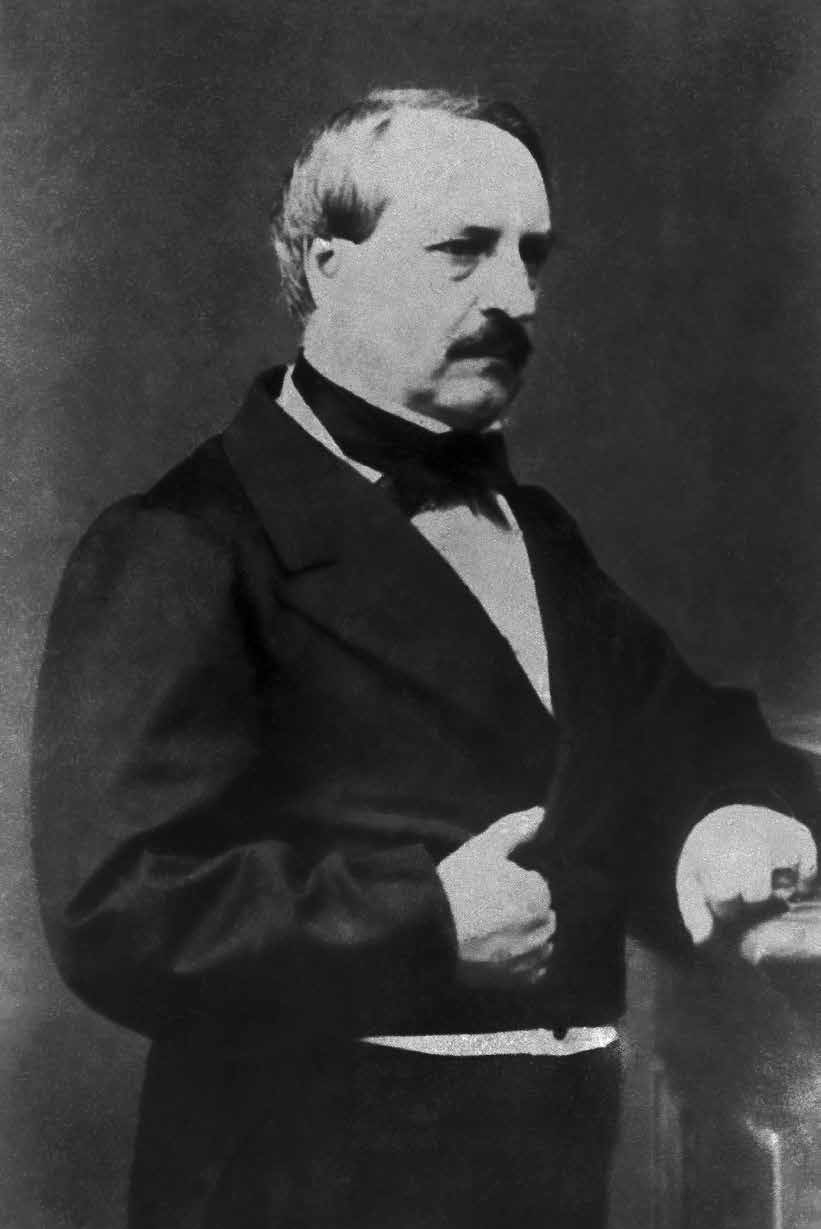
Fotografía de Luis La Puerta.

Permaneció estacionado en el Cuzco, donde fue jefe del Batallón del mismo nombre, hasta que fue elegido diputado por la provincia de Chumbivilcas, cargo que ejerció de 1845 a 1851.
En diciembre de 1845 se trasladó a Piura, en comisión para recibir los restos del mariscal José de La Mar, traídos desde San José de Costa Rica a Lima.
Ejerció el cargo de prefecto de Ayacucho (1846-48) y Cuzco, y  fue vocal de la junta constituida para renovar las ordenanzas del ejército (1849 y 1853) y jefe militar del departamento de Junín (1850-1854).
En 1854 se sumó a la revolución liberal que en Arequipa inició Ramón Castilla en contra del gobierno de José Rufino Echenique, acompañándolo como jefe de Estado Mayor divisionario. Comandó a las fuerzas revolucionarias en el triunfo obtenido en el combate de Miraflores, librado el 2 de enero de 1855, siendo ascendido a General de Brigada. Y finalmente, participó en la batalla de La Palma, librada el 8 de enero del mismo año, que selló el triunfo de los liberales.
Instalado el segundo gobierno de Castilla, fue ministro de Guerra y Marina en 1855, y ya finalizando dicho gobierno, fue candidato a la vicepresidencia de la República, con el apoyo de los liberales, que por entonces eran los opositores al gobierno. En esas elecciones triunfó la candidatura oficial del general Miguel de San Román, cuyos vicepresidentes eran los generales Juan Antonio Pezet y Pedro Diez Canseco (1862).
Participó en el combate del Callao del 2 de mayo de 1866, acción librada por las defensas peruanas contra la Escuadra Española del Pacífico.

### Primera presidencia de la República (1868)
Iniciado el primer gobierno constitucional del presidente Mariano Ignacio Prado, fue elegido Presidente del Consejo de Ministros, y en tal condición, se encargó del mando interino, el 11 de octubre de 1867, cuando el presidente tuvo que marchar al sur para enfrentar la revolución que había estallado en Arequipa. Se negó a la solicitud que le hicieron algunos políticos, encabezados por Francisco García Calderón, de convocar a elecciones para evitar la guerra civil, arguyendo que no podía ser desleal al presidente. Para atender sus funciones de presidente interino, delegó la presidencia del Consejo de Ministros en la persona de Pedro Paz Soldán Ureta.
Prado retornó derrotado a Lima, el 5 de enero de 1868, dejando el mando efectivo de la Nación en manos de La Puerta, quien hizo preparativos para traspasar el poder al mariscal Antonio Gutiérrez de la Fuente, entonces alcalde de Lima. Pero llegó entonces el general Francisco Diez Canseco, uno de los caudillos de la revolución, quien tomó el mando el 8 de enero, antes de pasarlo a su hermano Pedro Diez Canseco, a quien le correspondía constitucionalmente. La Puerta no opuso resistencia y abandonó el palacio de gobierno, dirigiéndose a pie a su casa.

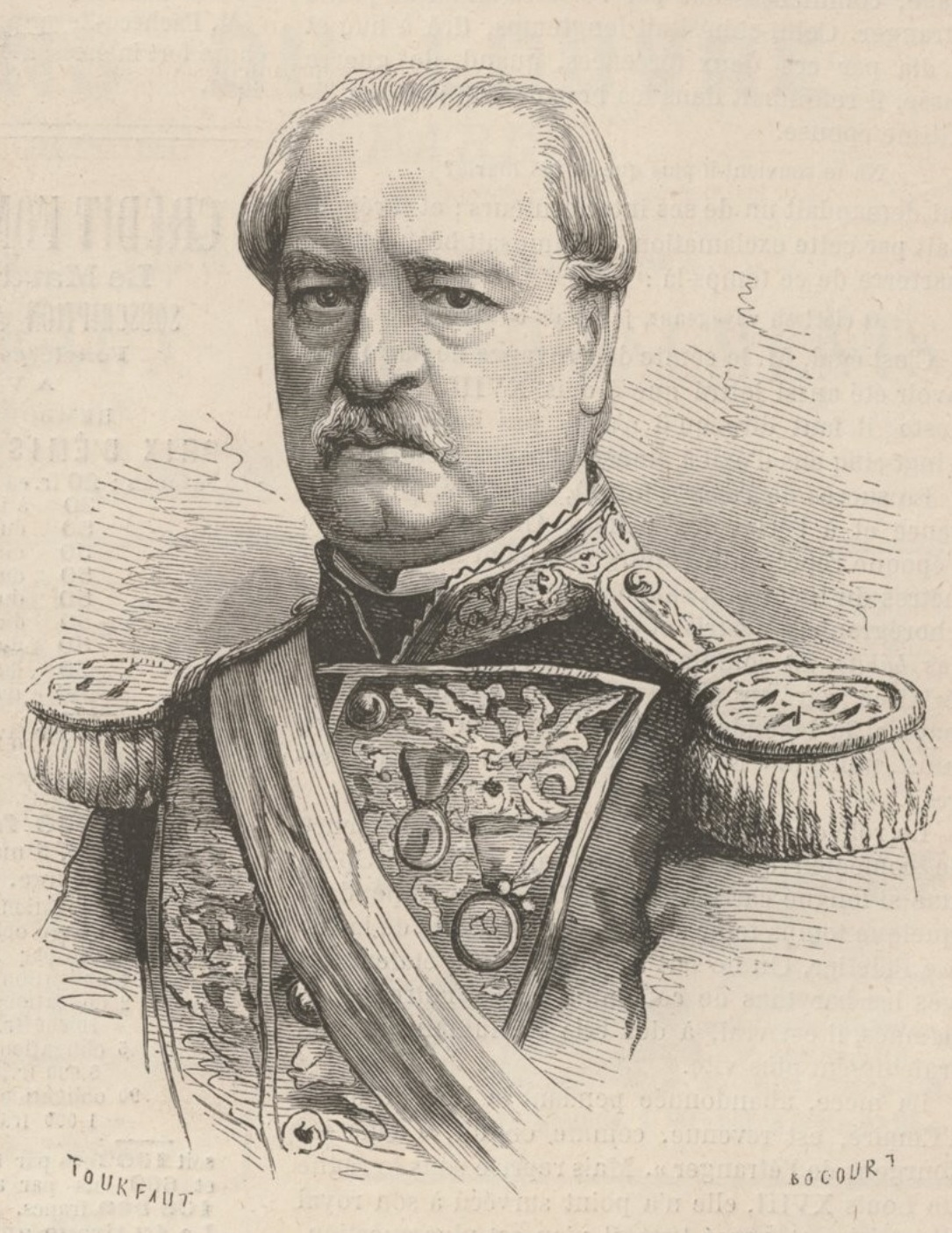
La Puerta, ilustración (1879).

### Segunda presidencia de la República (1879)
En 1876 fue elegido primer vicepresidente de la República del segundo gobierno constitucional de Mariano Ignacio Prado.
Tras estallar la Guerra del Pacífico, el 17 de mayo de 1879, se encargó interinamente del gobierno, cuando el presidente Prado se trasladó a Arica para dirigir las operaciones militares en el sur. Estuvo en ese cargo hasta el 28 de noviembre de 1879, cuando Prado regresó a Lima, tras el fracaso de la campaña del sur. Al respecto, Prado afirmó que retornó a la capital debido a que le llegó la noticia del delicado estado de salud de La Puerta, con riesgo de muerte, aunque luego comprobó que solo se había tratado de un rumor. No obstante, sus adversarios le criticaron por abandonar el teatro de las operaciones bélicas.
Cuando el 18 de diciembre de 1879, Prado viajó al extranjero con el propósito explícito de agilizar la compra de armamento, La Puerta asumió la presidencia de la República, por segunda vez, pero a los pocos días fue depuesto por el golpe de Estado de Nicolás de Piérola, el 23 de diciembre. Para justificar su deposición se arguyó su avanzada edad y su precaria salud, que aparentemente lo hacían incapaz para desempeñar una alta función de gobierno en medio de una situación delicada de guerra internacional.
Tras la ocupación de Lima por los chilenos, fue visitado en febrero de 1881 por un grupo de “personas respetables” que trataron de convencerlo para que reasumiese el poder. La Puerta se negó porque cuando Piérola lo destituyó, nadie había levantado una voz de protesta.
Vivió retirado en su hogar el resto de su vida y falleció a la edad de 85 años. Ha dejado unas memorias.